# Impatiens clavicuspis
Impatiens clavicuspis är en balsaminväxtart som beskrevs av Joseph Dalton Hooker och W. W. Smith. Impatiens clavicuspis ingår i släktet balsaminer, och familjen balsaminväxter. Utöver nominatformen finns också underarten I. c. brevicuspis.